# Humppila
Humppila este o comună din Finlanda.